# Batalla de Hyelion y Leimocheir
La Batalla de Hyelion y Leimocheir tuvo lugar alrededor del año 1177 en el marco de las guerras bizantino-selyúcidas. Implicó la destrucción por parte de los bizantinos de un gran ejército selyúcida. Los selyúcidas habían penetrado en territorio bizantino, por el valle del río Menderes en Anatolia, saqueando numerosas ciudades. Los bizantinos emboscaron a los turcos en un vado del río.

## Antecedentes
Después de la derrota de Manuel Comneno en Miriocéfalo (1176) los bizantinos no cumplieron con las condiciones exigidas por el sultán selyúcida Kilij Arslan II, en particular con la destrucción de fortalezas fronterizas como requisito previo para un cese de las hostilidades. Un cuantioso contingente de caballería selyúcida, incluyendo tropas nómadas auxiliares turcomanas, fueron enviadas al valle del río Menderes, en el oeste de Anatolia, como represalia. Un ejército bizantino mandado por el general Juan Comneno Vatatzes, sobrino del emperador, partió de Constantinopla con instrucciones de interceptar a los asaltantes selyúcidas. Vatatzes iba acompañado por otros dos generales, Constantino Doukas y Miguel Aspietes, y fue reclutando refuerzos a medida que su ejército cruzaba territorio bizantino.

## La batalla

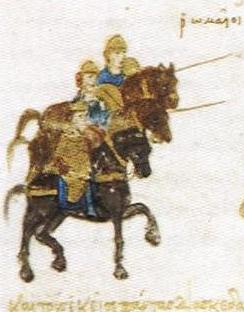
Caballería bizantina. Manuscrito Skylitzes.

La fecha de la batalla es desconocida, pero generalmente se considera que tuvo lugar en el año 1177, basándose en su ubicación dentro de la narrativa de Nicetas Coniata.
Los turcos, que tenían órdenes de asolar el valle del Menderes hasta su desembocadura, saquear los asentamientos de Tralles, Antioquía, Louma y Pantacheir. Como resultado de estos éxitos, estaban cargados de un botín que incluía, de manera bastante poética, agua del mar, un remo y arena de la costa. Esta carga frenaba considerablemente su avance y reducía su movilidad táctica. En su viaje de regreso a territorio turco, el ejército selyúcida se aproximaba a un "cuello de botella", donde la gran ruta de oriente cruzaba el río Menderes por un puente (probablemente en ruinas o semi-abandonado), cerca de las aldeas, o fuertes, de Hyelion y Leimocheir. Los bizantinos se habían escondido divididos en dos grupos, separados por el río y tomaron por sorpresa a los turcos cuando estaban cruzando el río, destrozándolos como fuerza de combate.
Las tropas ligeras imperiales jugaron un destacado papel en la batalla; apostados en un terreno elevado, se cuenta que hicieron llover misiles sobre los desprotegidos e indefensos selyúcidas. Muchos de los soldados turcos se ahogaron en el río. El comandante selyúcida, conocido como "Atapakos" en las fuentes griegas, evidentemente un portador del título de Atabeg, trató de ayudar a sus fuerzas a cruzar el río reuniendo a su caballería pesada y atacando a los bizantinos. Tras fracasar, trató de salvarse cruzando el río a nado con su caballo. No obstante, al llegar a la orilla opuesta, fue asesinado por un soldado Alano del ejército bizantino. Tras la muerte de su comandante, las tropas selyúcidas huyeron en desbandada y muchos de sus integrantes se hundieron en el río; Coniata afirma que sólo unos pocos de los muchos miles de hombres que componían el ejército fueron capaces de salvarse. En el bando bizantino, la principal baja fue el general Miguel Aspietes, que se ahogó en el río al ser descabalgado por su caballo.

## Consecuencias

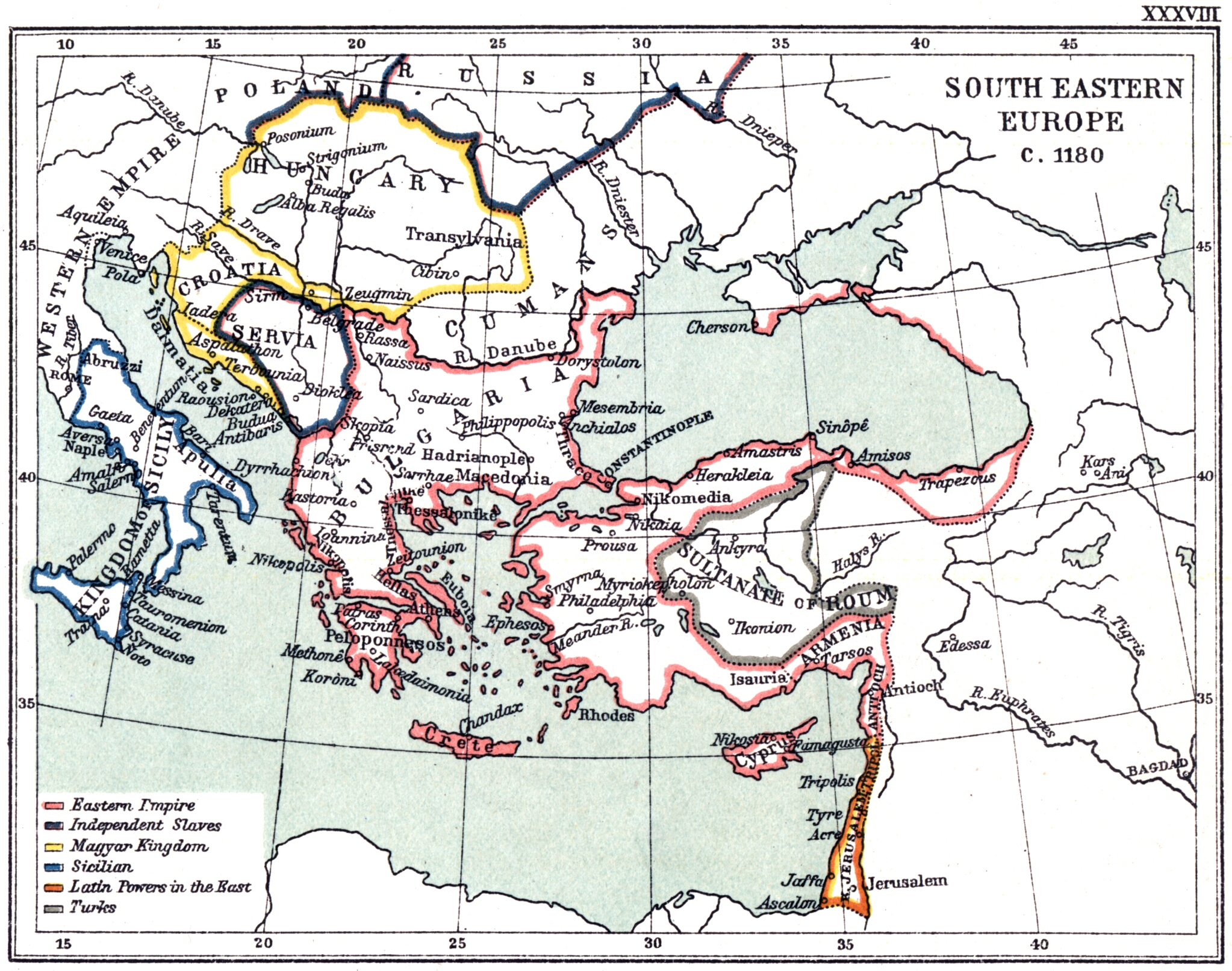
Un mapa del Imperio Bizantino, mostrando la ubicación del río Menderes.

La batalla fue una importante victoria bizantina y dejó en claro los pocos efectos inmediatos de la derrota bizantina en Miriocéfalo sobre sus posesiones en Anatolia. La derrota bizantina fue seguida por expediciones punitivas contra los nómadas turcomanos asentados en el valle alto del Menderes.
La estrategia empleada por los bizantinos, emboscando  a un ejército que regresaba cargado de botín y ralentizado por su peso, aparece ya en tratados bizantinos militares muy anteriores, como la Tactica de León VI (886-912). Esto apunta a que los comandantes bizantinos conservaban el conocimiento de estrategias militares exitosas en el pasado.
El emperador Manuel murió en 1180; su hijo y sucesor Alejo II Comneno era entonces menor de edad, y el imperio fue gobernado por una regencia dividida. Sin la fuerte presencia de Manuel, los selyúcidas volvieron a recuperar su ventaja militar en Anatolia. El sultán Kilij Arslan invadió el imperio en 1182, durante el golpe de Estado de Alexios, primo de Andrónico Comneno, y tras el asedio de Cotyaeum capturó las ciudades de Sozópolis y Cotyaeum.